# August Vermeylen
Pour les articles homonymes, voir Vermeylen.
August Vermeylen, né à Bruxelles le 12 mai 1872 et mort à Uccle le 10 janvier 1945, est un homme politique socialiste, historien de l'art et écrivain belge d'expression néerlandaise. Il est aussi le père du ministre d'État Piet Vermeylen.

## Biographie
Vermeylen a étudié à Bruxelles, Berlin et Vienne. Il a obtenu son doctorat en 1899 à l'université libre de Bruxelles en histoire et littérature avec la thèse intitulée Leven en werken van Jonker Jan Van der Noot. Il a été professeur d'histoire de l'art en 1901 et a enseigné l'histoire de la littérature néerlandaise de 1902 à 1923. Par la suite, jusqu'en 1930, il a été professeur de littératures néerlandaise et moderne à l'université de Gand. De 1930 à 1932, il a été le premier recteur de cette université flamandisée.
Il a également été sénateur du Parti ouvrier belge de 1921 à 1945.
Vermeylen a été le cofondateur de Van Nu en Straks (1896-1901) et de Vlaanderen (1903-1907) (avec Karel van de Woestijne) et le fondateur du Nieuw Vlaams Tijdschrift orientée à gauche. En 1919, il est devenu membre de la Koninklijke Vlaamse Academie voor Taal- en Letterkunde. Vermeylen a eu un impact majeur sur la vie culturelle en Flandre avant la Première Guerre mondiale.
Il a défendu l'idée que l'avenir de la Flandre devait être considéré dans un contexte européen et devait être fondé sur les forces culturelles et économiques. Ce point de vue est résumé dans sa formule : «... pour être quelqu'un, soyons Flamands – nous voulons être Flamands pour devenir Européens ».
Le Vermeylenfonds, l'association culturelle socialiste flamande créée le 26 juillet 1945, doit son nom à August Vermeylen.

## Publications
- 1894 – Het twaalfjarig bestand (thèse de doctorat)
- 1896 – Eene jeugd (essai)
- 1899 – Leven en werken van Jonker Jan van der Noot (thèse de doctorat)
- 1900 – Vlaamsche en Europeesche beweging (essai)
- 1904 – Verzamelde opstellen, eerste bundel (réédité en 1922)
- 1905 – Verzamelde opstellen, tweede bundel (réédité en 1924)
- 1906 – Kritiek der Vlaamsche Beweging (essai)
- 1906 – Les lettres néerlandaises en Belgique depuis 1830
- 1906 – De wandelende Jood (roman)
- 1918 – Quelques aspects de la question des langues en Belgique
- 1920 – La flamandisation de l'université de Gand / De vervlaamsching der Gentsche Hoogeschool
- Geschiedenis der Europeesche plastiek en schilderkunst in Middeleeuwen en Nieuweren Tijd (étude, trois tomes publiés en 1921, 1922 et 1925)
- 1923 – Van Gezelle tot Timmermans
- 1932 – Impressions de Russie
- 1939 – Hieronymus Bosch
- 1942 – Beschouwingen. Een nieuwe bundel verzamelde opstellen
- 1943 – Twee vrienden (autobiographie romancée)
- 1946 – De Taak
- 1946 – Van de catacomben tot Greco
- Verzameld werk (six tomes, 1951-1955)

## Sources
- (nl) Cet article est partiellement ou en totalité issu de l’article de Wikipédia en néerlandais intitulé « August Vermeylen » (voir la liste des auteurs).
- "Biographie nationale, Volume 34", Académie royale de Belgique, 1967